# Archie Classe
Archie Classe (The New Archies) est une série télévisée d'animation américaine en 28 épisodes de 13 minutes, diffusée entre le 12 septembre 1987 et le  12 décembre 1987 sur le réseau NBC.
La série est basée sur les personnages de l'éditeur Archie Comics. Il s'agit de la quatrième adaptation des aventures d'Archie Andrews et sa bande à la télévision et de la première qui les met en scène enfants.
En France, la série a été diffusée à partir du 27 décembre 1988 sur Antenne 2 puis rediffusée sur Canal J.

## Synopsis
Inspirée des personnages de la BD Archie Comics, cette série met en scène les aventures d'une bande d'amis fréquentant tous le collège de la ville de Riverdale.

## Voix françaises
- Valérie Siclay : Véronica Lasalle
- Michel Lasorne : Archie Andrews
- Magali Barney : Betty Cooper
- Emmanuel Curtil : Réginald
- Jackie Berger : Eugène
- Marc François et Jean-Philippe Puymartin (voix de remplacement) : Moose
- Jacqueline Staup : Mlle Grundy

## Épisodes
1. Le Visiteur (The Visitor)
2. Attention ! Prêts ! Votez ! (Ballot Box Blues)
3. Rira bien qui rira le dernier (The Last Laugh)
4. Voleur de cœurs (Thief! (of Hearts))
5. Le Monde à l'envers (I Got To Be Me, Or Is It You?)
6. Titre français inconnu (Sir Jughead Jones)
7. Titre français inconnu (The Awful Truth)
8. Double Vue (Jughead Predicts)
9. Fiançailles (Future Shock)
10. Cendrillon (Stealing the Show)
11. Le Supplice de Tantale (Hamburger Helpers)
12. Au revoir Mademoiselle Grundy (Goodbye Ms. Grundy)
13. Red à la rescousse (Red to the Rescue)
14. Jughead la poisse (Jughead the Jinx)
15. Titre français inconnu (Telegraph, Telephone, Tell Reggie)
16. Chaîne et Chêne (Wooden It Be Loverly)
17. Le Loup-garou (I Was A 12 Year Old Werewolf)
18. Le Prince de Riverdale (The Prince of Riverdale)
19. Titre français inconnu (Loose Lips Stops Slips)
20. Titre français inconnu (A Change of Minds)
21. Transformation (Incredible Shrinking Archie)
22. Titre français inconnu (Gunk For Gold)
23. Titre français inconnu (Jughead's Millions)
24. Titre français inconnu (Making of Mr. Richteous)
25. Titre français inconnu (Take My Butler, Please)
26. Titre français inconnu (Horray For Hollywood)
27. Titre français inconnu (Got Hair?)
28. Titre français inconnu (Teenage Birthday Party)